# Jacquemart de Hesdin

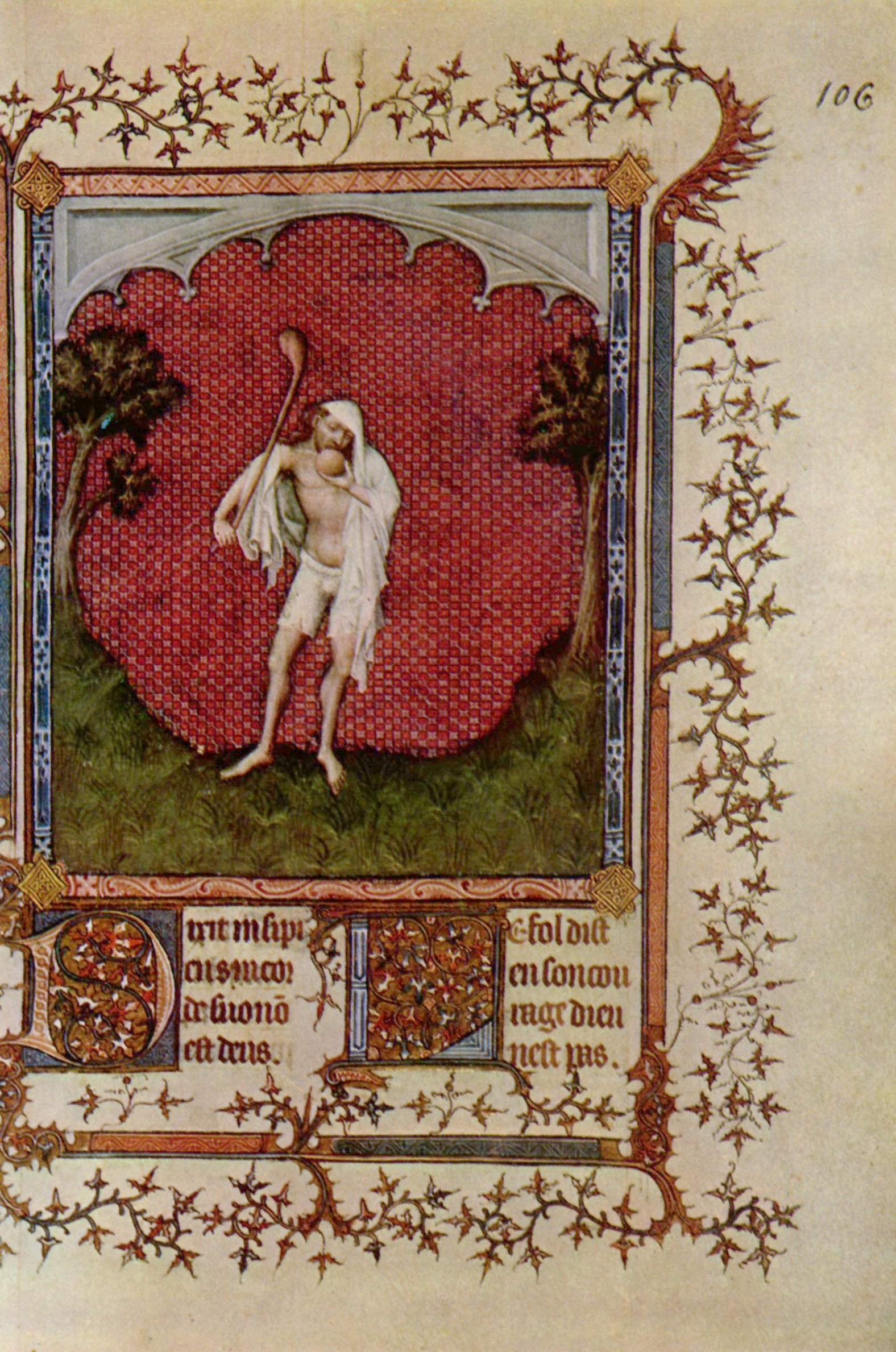
Petites Heures del Duque Juan de Berry, Escena: Loco, obra de Jacquemart de Hesdin, h. 1386, pergamino, 25 × 17,7 cm, Biblioteca Nacional de Francia en París.

Jacquemart de Hesdin (1350 – 1410) fue un miniaturista francés perteneciente al gótico internacional. Fue uno de los principales iluminadores de su época. Trabajó para el duque Juan I de Berry. Su obra más conocida son Las Grandes Horas, que se guarda en la Biblioteca Nacional de Francia.